# 사흘 (영화)
《사흘》은 대한민국에서 제작된 2024년 공포 영화이다. 박신양 등이 주연으로 출연하였다.

## 출연
- 박신양: 차승도 역
- 이민기: 반해신 역
- 이레: 차소미 역
- 태인호
- 김기천
- 윤종석: 미카엘 역
- 김남우: 후배의사 역
- 우민지

## 기타
- 박신양에게는 박수건달 이후 11년만의 스크린 복귀작이다.